# Греко-римская борьба на летних Олимпийских играх 1936 — до 66 кг
Соревнования по греко-римской борьбе в рамках Олимпийских игр 1936 года в лёгком весе (до 66 килограммов) прошли в Берлине с 6 по 9 августа 1936 года в «Германском Зале». 
Турнир проводился по системе с начислением штрафных баллов. За чистую победу штрафные баллы не начислялись, за победу по очкам борец получал один штрафной балл, за поражение по очкам со счётом 2-1 два штрафных балла, за поражение со счётом 3-0 или чистое поражение — три штрафных балла. Борец, набравший пять штрафных баллов, из турнира выбывал. Тот круг, в котором число оставшихся борцов становилось меньше или равно количеству призовых мест, объявлялся финальным, и борцы, вышедшие в финал, проводили встречи между собой. В случае, если они уже встречались в предварительных встречах, такие результаты зачитывались. Схватка по регламенту турнира продолжалась 20 минут.
В лёгком весе боролись 18 участников. Явным фаворитом чемпион Европы 1935 года Лаури Коскела. На медали также могли бы претендовать серебряный призёр предыдущих игр Абрахам Курланд (будучи евреем, пропускал эти игры) и чемпион Европы 1933 и 1934 годов Аарне Рейни (перешёл в полулёгкий вес). Из известных конкурентов у Коскелы оставался лишь олимпийский чемпион-1928 Вольдемар Вяли. 
Лаури Коскела без поражений прошёл турнир, и стал чемпионом игр, даже не участвуя в финале. А Вольдемар Вяли во встрече за «серебро» проиграл Йозефу Герде

## Призовые места
- Лаури Коскела
- Йозеф Герда
- Вольдемар Вяли

## Первый круг
| Штрафных баллов | Участник 1        | Результат    | Участник 2         | Штрафных баллов |
| --------------- | ----------------- | ------------ | ------------------ | --------------- |
| 0               | Альберто Мольфино | Туше (9:20)  | Сотириос Ватанидис | 3               |
| 1               | Херберт Олофссон  | 3-0          | Йозеф Граль        | 3               |
| 1               | Збигнев Жаевский  | 2-1          | Имам Хассан Али    | 2               |
| 0               | Эге Мейер         | Туше (4:44)  | Метти Шейтлер      | 3               |
| 0               | Вольдемар Вяли    | Туше (4:53)  | Арильд Даль        | 3               |
| 1               | Лаури Коскела     | 2-1          | Хайнрих Неттесхайм | 2               |
| 1               | Саим Арикан       | 3-0          | Адольф Осселаер    | 3               |
| 1               | Филип Борлован    | 2-1          | Йожеф Кальман      | 2               |
| 0               | Йозеф Герда       | Туше (10:04) | Оскар Холингер     | 3               |

## Второй круг
| Штрафных баллов | Участник 1       | Результат   | Участник 2         | Штрафных баллов |
| --------------- | ---------------- | ----------- | ------------------ | --------------- |
| 1               | Херберт Олофссон | Туше (6:07) | Альберто Мольфино  | 3               |
| 4               | Йозеф Граль      | 2-1         | Сотириос Ватанидис | 5               |
| 4               | Имам Хассан Али  | 3-0         | Эге Мейер          | 3               |
| 4               | Арильд Даль      | 3-0         | Збигнев Жаевский   | 4               |
| 1               | Вольдемар Вяли   | 3-0         | Хайнрих Неттесхайм | 5               |
| 1               | Лаури Коскела    | Туше (1:54) | Адольф Осселаер    | 6               |
| 2               | Филип Борлован   | 2-1         | Саим Арикан        | 3               |
| 1               | Йозеф Герда      | 3-0         | Йожеф Кальман      | 5               |
| 3               | Оскар Холингер   | Неявка      | Метти Шейтлер      | 6               |

## Третий круг
| Штрафных баллов | Участник 1        | Результат    | Участник 2      | Штрафных баллов |
| --------------- | ----------------- | ------------ | --------------- | --------------- |
| 3               | Альберто Мольфино | Туше (15:30) | Оскар Холингер  | 6               |
| 2               | Херберт Олофссон  | 3-0          | Имам Хассан Али | 7               |
| 4               | Збигнев Жаевский  | Туше (7:41)  | Йозеф Граль     | 7               |
| 4               | Арильд Даль       | Туше (7:57)  | Эге Мейер       | 6               |
| 2               | Вольдемар Вяли    | 3-0          | Саим Арикан     | 6               |
| 1               | Лаури Коскела     | Туше (8:51)  | Филип Борлован  | 5               |
| 1               | Йозеф Герда       | Пропускал    |                 |                 |

## Четвёртый круг
| Штрафных баллов | Участник 1       | Результат    | Участник 2        | Штрафных баллов |
| --------------- | ---------------- | ------------ | ----------------- | --------------- |
| 1               | Йозеф Герда      | Туше (13:37) | Альберто Мольфино | 6               |
| 2               | Херберт Олофссон | Туше (14:12) | Арильд Даль       | 7               |
| 2               | Вольдемар Вяли   | Туше (15:21) | Збигнев Жаевский  | 7               |
| 1               | Лаури Коскела    | Пропускал    |                   |                 |

## Пятый круг
| Штрафных баллов | Участник 1     | Результат    | Участник 2       | Штрафных баллов |
| --------------- | -------------- | ------------ | ---------------- | --------------- |
| 2               | Лаури Коскела  | 2-1          | Йозеф Герда      | 3               |
| 2               | Вольдемар Вяли | Туше (13:14) | Херберт Олофссон | 5               |

## Шестой круг
| Штрафных баллов | Участник 1    | Результат | Участник 2     | Штрафных баллов |
| --------------- | ------------- | --------- | -------------- | --------------- |
| 3               | Лаури Коскела | 2-1       | Вольдемар Вяли | 4               |

## Финал
| Штрафных баллов | Участник 1  | Результат | Участник 2     | Штрафных баллов |
| --------------- | ----------- | --------- | -------------- | --------------- |
| 5               | Йозеф Герда | 3-0       | Вольдемар Вяли | 7               |